# Full Auto 2: Battlelines
Full Auto 2: Battlelines è un videogioco di combattimento tra veicoli sviluppato dal team Pseudo Interactive e messo in commercio da SEGA nel 2007.

## Trama
Nella città di Meridiana il controllo è stato assunto da una banda di criminali motorizzati denominata Ascendant, i quali hanno messo fuori combattimento la polizia e spadroneggiano indisturbati nell'intera cittadina. L'unico in grado di fermarli è un esperto pilota che è li combatterà con il supporto dell'I.A. S.A.G.E., la quale, prima di essere danneggiata, gestiva ogni aspetto della sicurezza pubblica della zona urbana.

## Modalità di gioco
Le modalità disponibili nel gioco sono la sfida Arcade (sia in singolo che in split-screen), la modalità on-line e la Carriera. Quest'ultima propone missione di difficoltà crescente in cui, completando obbiettivi principali e secondari, si sbloccheranno nuove armi, auto e livree. Ogni vettura può essere dotata di due differenti tipi di armi, le quali, se utilizzate per un periodo prolungato, si surriscalderanno e si bloccheranno fino al completo raffreddamento. Esistono molti tipi differenti di obbiettivi da portare a termine, dal non morire durante una corsa in circuito al distruggere un certo numero di nemici durante l'arena. I piloti sono dotati durante gli eventi di una barra di turbo la quale svolge anche il compito di segnalare la quantità di tempo che si può riavvolgere in caso di distruzione del proprio mezzo. Essa si ricarica derapando in curva.

## Accoglienza
La grafica di gioco è stata molto apprezzata per quanto riguarda la sensazione di velocità e la totale distruttibilità degli scenari. Apprezzata è anche la colonna sonora, mentre sono stati criticati i diversi cali di frame-rate e qualche deficienza dell'I.A. durante le battaglie in arena.